# Мстиславичі
Мстиславичі — князівський рід, що складався з нащадків Мстислава Великого, старшого сина Володимира Мономаха, київського князя 1125—1132. Мстиславичі поділялись на волинських Мстиславичів (Ізяславичів), очолюваних його старшим сином Ізяславом Мстиславичем, і смоленських Ростиславичів, нащадків його другого сина Ростислава Мстиславича. Ростислав і створив клан Ростиславичів. Ізяслав Мстиславич, волинський, а в 1146—1154 рр. і Великий князь Київський, був главою Мстиславичів. Він зміг перемогти в боротьбі за Київ свого дядька, ростовського і суздальського князя Юрія Долгорукого. Та по смерті Ізяслава його київський трон дістався чернігівському князю Ізяславу Давидовичу, далі — Юрію Долгорукому. Після смерті Юрія Долгорукого (1157) й недовгого князювання в стольному граді Ізяслава Давидовича київським князем став глава смоленських Ростиславичів Ростислав Мстиславич (1161—1167). Далі до влади в Києві знову вернулися Мстиславичі — Мстислав Ізяславич був запрошений на київський стіл київським вічем і зібранням південноруських князів (1167—1169). По тому Київ виходить з-під впливу Мстиславичів.